# François Le Fort
François Jacques Le Fort (německy  Franz Jakob Lefort), ( 12. ledna 1656 Ženeva - 12. března 1699 Moskva) byl ruský státník a vojenský vůdce ženevského původu a kalvínského náboženství, byl blízkým přítelem a poradcem ruského cara Petra I. Velikého. Stal se iniciátorem nové ruské armády dle evropského modelu, v armádě dosáhl hodnosti generála a v námořnictvu admirála. Byl jedním z hlavních vůdců azovských kampaní v letech 1695 a 1696, zahájených pod jeho vlivem. V roce 1697 byl jmenován vedoucím velvyslanectví v západní Evropě, kde formálně byl jeho podřízeným car Petr I. Veliký, který zde působil inkognito pod pseudonymem seržant Petr Michailov.

## Životopis

### Původ
Narodil se v roce 1655 v rodině ženevského obchodníka Jacquese Leforta (1618-1674), jehož rodina Le Fortů sem přesídlila z Italie. Až do věku 14 let studoval François Lefort na Ženevském kolegiu (tj. na střední škole, kde se vyučovaly některé předměty vysoké školy) a poté byl poslán do Marseille, kde se měl vyučit obchodníkem. Toto zaměstnání však nebylo mladému muži po chuti. Vysoký, obdařený pozoruhodnou fyzickou silou, snil o vojenské službě a seznámení s velikány tohoto světa. Jeho inteligence, veselá dispozice, odvaha a podnikavost přispěly k realizaci jeho ambiciózních plánů.

### Počátek kariéry
V roce 1674 na přání své rodiny odešel do Holandska a zahájil svou vojenskou kariéru v družině kuronského vévody Friedricha Kasimira Kettlera. Brzy se však na radu pruského plukovníka Jacoba van Frostena rozhodl zkusit štěstí ve vojenské službě ve vzdáleném Rusku. Po příjezdu do Moskvy se usadil v části zvané Německá svoboda. V časem se pevně usadil v Rusku a naučil se rusky. Oženil se Elisabeth Souhay dcerou podplukovníka Françoise Souhay.
Při absenci velkých vojenských operací působil Le Fort po určitou dobu jako sekretář dánského diplomata. Koncem roku 1678 byl jmenován velitelem roty jako součást kyjevské posádky. Sloužil v Kyjevě dva a půl roku, účastnil se vojenských tažení a střetů s krymskými Tatary. Po obdržení dovolené v roce 1681 a příjezdu do Ženevy se mladý voják ukázal jako vynikající jezdec a vynikající střelec. Příbuzní se ho snažili přesvědčit, aby zůstal, ale on rozhodně odmítl s tím, že nemůže porušit slovo dané ruskému panovníkovi.
Po svém návratu do Ruska nenašel François Le Fort cara Fjodora III. naživu. Ve skutečnosti vládla jménem mladistvých bratří cárů Ivana a Petra, jejich sestra princezna Žofie Alexejevna. V roce 1683 byl François Le Fort dvakrát povýšen, nejprve byl povýšen na majora a poté na podplukovníka. V letech 1687 a 1689 se účastnil dvou neúspěšných tažení na Krym, po prvním tažení získal hodnost plukovníka. Druhá krymská kampaň skončila uprostřed boje mezi budoucím carem Petrem a jeho sestrou Žofií. Mladý car se v roce 1689 setkal poprvé s François Le Fortem a jeho příbuzným, generálem Patrickem Gordonem.

### Přítel cara
Car Petr velmi často navštěvoval Německou svobodu, kde sblížil Françoisem Le Fortem. Chování ruského panovníka bylo v té době bezprecedentní a ohromilo všechny přívržence starých zvyků. Mladý panovník však byl neodolatelně přitahován ke všemu západoevropskému. V roce 1690 byl u příležitosti narození Careviče Alexeje Petroviče povýšen do hodnosti generálmajora a pozice velitele 1. moskevského granátnického pluku. V důsledku návštěv samotného cara ve svém malém domě poblíž řeky Jauzy, nechal car zbudovat honosnou rezidenci s velkou halou pro až 1500 návštěvníku. Při návštěvě svého přítele se Petr cítil v svobodně a odpočatý od starého moskevského způsobu života, který ho nudil.

### Generál armády
Françoisem Le Fort byl povýšen na plného generála. Doprovázel Petra na jeho dvou cestách do Archangelsku v letech 1693 a 1694 a byl jmenován kapitánem lodi, která dorazila z Holandska. Př cvičných spíše zábavných manévrech poblíž Moskvy jej zasáhl do ramene ohnivý koš naplněný čtyřmi kilogramy střelného prachu, který mu popálil krk a obličej. Petrovy „zábavné“ kampaně byly přípravou na skutečnou válku s Tureckem a Krymem - Azovské kampaně z let 1695 a 1696, kterých se Françoisem Le Fort aktivně účastnil. Velel sboru při prvním útoku na Azov v roce 1695. Po první kampani byl jmenoval první admirálem ruského námořnictva, což vyvolalo veliké překvapení. V 1696 prodělal sepsi způsobenou hnisáním rány při pádu z koně. Po dobytí Azova získal titul guvernéra Novgorodu , panství v okrese Rjazaň. Získal ruský šlechtický titul baron.

### Smrt
Během povstání střelců v roce 1698 se Françoisem Le Fort vrátil s carem Petrem I. Velikým do Ruska. Podílel se na potlačení povstání a popravě střelců. Následně zkolaudoval svůj palác 12. února 1699 za účastí tří set hostů. 23. února 1699 onemocněl horečkou a 12. března 1699 zemřel. Když se Peter dozvěděl o své smrti, zvolal:„Ztratil jsem svého nejlepšího přítele, v době, kdy ho nejvíc potřebuji...“

## Pocty
Jeho jménem je v Moskvě nazvaná městská část Lefortovo. Moskvě je rovněž stavba nesoucí jeho jméno Lefertovský palác.

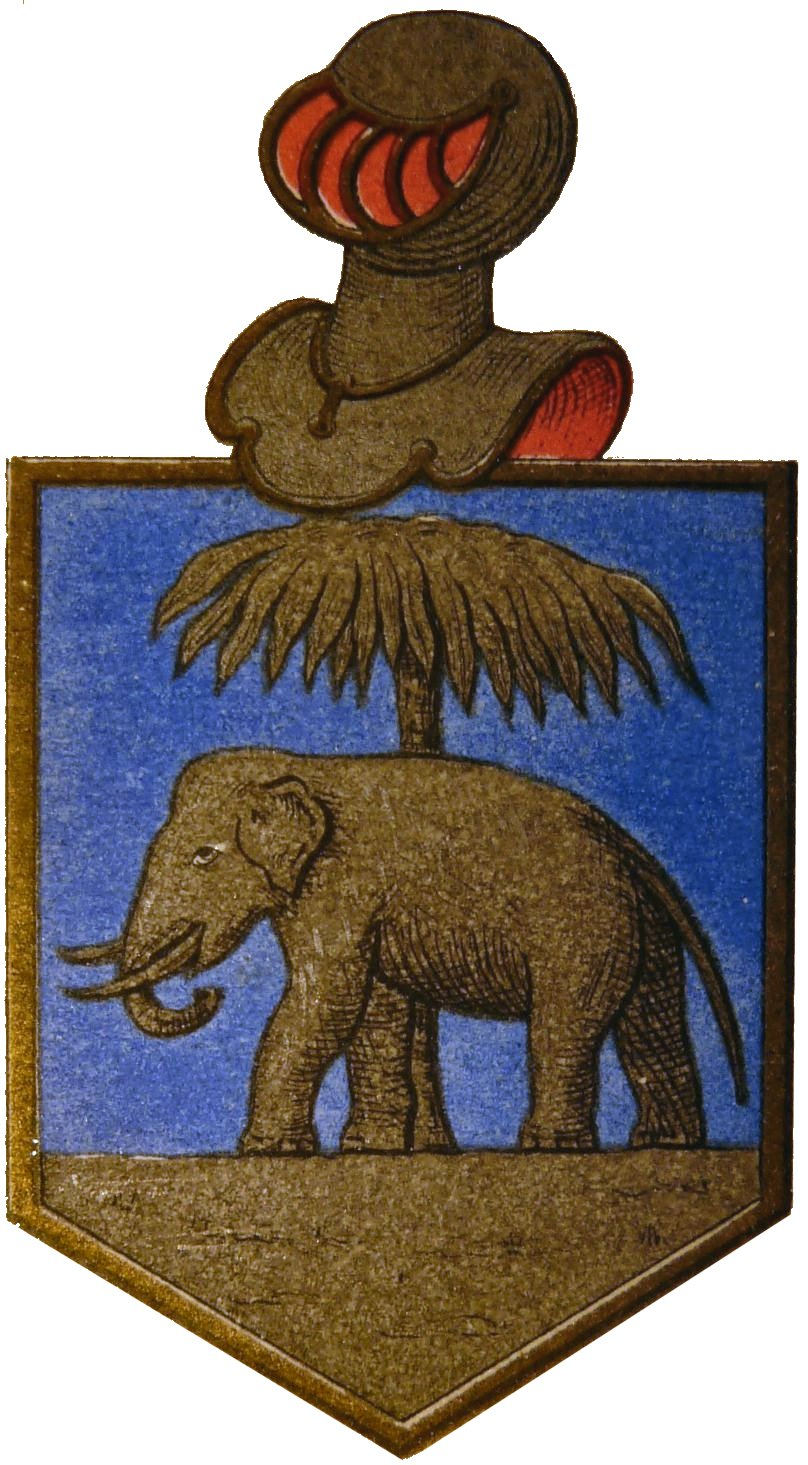
Erb rodiny Le Fort
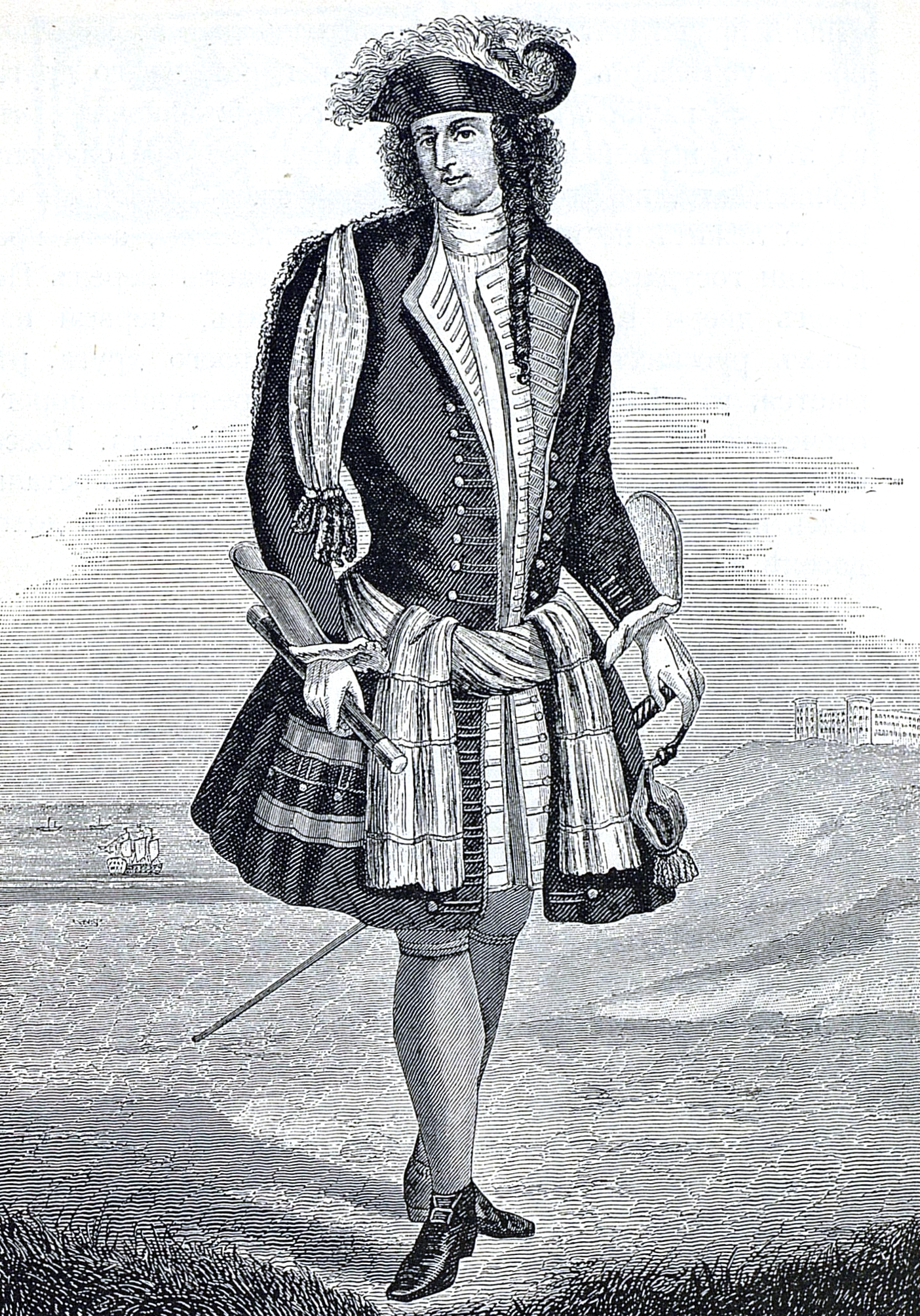
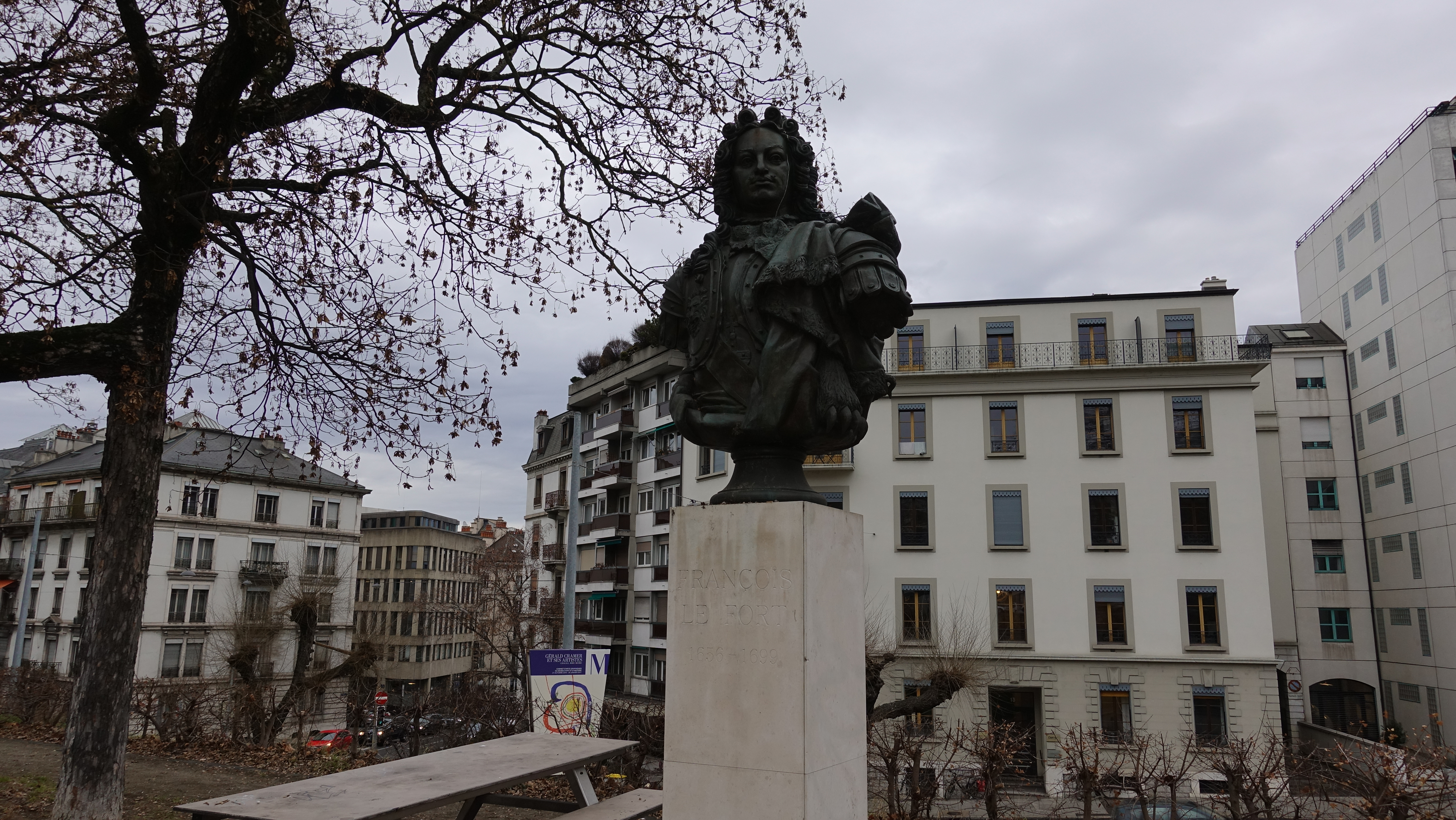
Památník Le Forta v Ženevě